# Маторский язык
Маторский язык — вымерший уральский язык, принадлежавший, наряду с камасинским и селькупским языками, к южной группе самодийских языков. Носителями маторского языка были маторцы, которые проживали в северной части Саянских гор, ближе к северной границе Монголии. Говорящие на маторском языке населяли обширную территорию от района Минусинска вдоль Енисея по озеро Байкал.
Известен в основном по записям путешественников XVIII и начала XIX веков. Число говорящих на маторском языке уже в начале XVII века не превышало нескольких сотен человек. По данным Матиаса Кастрена, последний человек, говоривший по-маторски, умер в 1839 году.
Несмотря на крайне южное положение Е. А. Хелимский относит маторский язык к ненецко-энецкой подгруппе северносамодийских языков.